# Scott Foster (ishockeymålvakt)
Scott Foster, född 17 januari 1982, är en kanadensisk före detta ishockeymålvakt som spelade 14 minuter och en sekund i en NHL-match för Chicago Blackhawks när de mötte Winnipeg Jets på hemmaplan i United Center i Chicago, Illinois i USA den 29 mars 2018.
Blackhaws hade sin första målvakt Corey Crawford långtidsskadad och det var tänkt att deras andre målvakt Anton Forsberg skulle starta mot Jets men han blev själv skadad under morgonträningen. De tvingades att spela NHL-debutanten Collin Delia, som hade dagen före blivit uppkallad från deras primära farmarlag Rockford Icehogs i American Hockey League (AHL). Detta gjorde att Blackhawks stod utan någon backup till Delia och deras målvakter i Icehogs, Jean-François Bérubé och Jeff Glass kunde inte komma på så kort varsel. De tvingades att ringa in en akut backup och det blev Foster och han skrev på ett endagskontrakt som amatör med Blackhawks bara timmar före matchen. När det återstod 14 minuter och en sekund av matchen blev Delia skadad och detta gjorde att Foster fick göra NHL-debut vid 36 års ålder. Han räddade alla sju skott han fick emot sig och som resulterade i att han höll nollan i sin första och enda professionella ishockey- respektive NHL-match. Matchen slutade 6–2 till Blackhawks fördel och Foster utsågs till matchens bästa spelare trots att Delia var den som fick själva matchvinsten rent statistiskt. Foster ingår i Blackhawks målvaktspool vid just såna här situationer; detta var dock första gången som han fick agera påklädd backup och spela en match.
Han spelade med Western Michigan Broncos i National Collegiate Athletic Association (NCAA) mellan 2002 och 2006 när han studerade redovisning vid Western Michigan University. Foster arbetar till vardags som auktoriserad revisor och spelar fortfarande ishockey, dock bara på korpnivå.

## Statistik
M = Matcher, V = Vinster, F = Förluster, O = Oavgjorda, ÖF = Förluster på övertid eller straffar, MIN = Spelade minuter, IM = Insläppta Mål, N = Hållit nollan, GAA = Genomsnitt insläppta mål per match, R% = Räddningsprocent
| Säsong     | Lag                      | Liga        | M           | V           | F           | O           | ÖF          | MIN         | IM          | N           | GAA         | R%          |        |
| ---------- | ------------------------ | ----------- | ----------- | ----------- | ----------- | ----------- | ----------- | ----------- | ----------- | ----------- | ----------- | ----------- | ------ |
| 2002–2003  | Western Michigan Broncos | NCAA        | 21          | 7           | 7           | 2           | —           | 1037        | 64          | 0           | 3,70        | 0,870       | [ 9 ]  |
| 2003–2004  | Western Michigan Broncos | NCAA        | 33          | 13          | 14          | 4           | —           | 1890        | 102         | 0           | 3,23        | 0,881       | [ 10 ] |
| 2004–2005  | Western Michigan Broncos | NCAA        | Spelade ej. | Spelade ej. | Spelade ej. | Spelade ej. | Spelade ej. | Spelade ej. | Spelade ej. | Spelade ej. | Spelade ej. | Spelade ej. | [ 11 ] |
| 2005–2006  | Western Michigan Broncos | NCAA        | 1           | 0           | 1           | 0           | —           | 20          | 3           | 0           | 9,00        | 0,571       | [ 12 ] |
| 2006–2018  | Spelade ej.              | Spelade ej. | Spelade ej. | Spelade ej. | Spelade ej. | Spelade ej. | Spelade ej. | Spelade ej. | Spelade ej. | Spelade ej. | Spelade ej. | Spelade ej. |        |
| 2017–2018  | Chicago Blackhawks       | NHL         | 1           | —           | —           | —           | —           | 15          | 0           | 0           | 0,00        | 1,000       | [ 13 ] |
| NHL totalt | NHL totalt               | NHL totalt  | 1           | —           | —           | —           | —           | 15          | 0           | 0           | 0,00        | 1,000       |        |